# Steno (nome)
Steno  è un nome proprio di persona italiano maschile.

## Varianti
- Alterati: Steo, Steto, Teno, Teto

## Origine e diffusione
Rappresenta un ipocoristico del nome Stefano, nato da una forma sincopata tipica dell'onomastica antica. Dal canto loro, le varianti Steto, Teto, ecc si spiegano come degli ulteriori e più radicali ipocoristici di Steno, legati in parte all'allitterazione della -t- fra la prima e l'ultima sillaba (nelle forme Steto e Teto), all'aferesi della -s- a inizio nome (nelle forme Teto e Teno) e, in ultimo, a una sincope della -n- nella sillaba finale (nella forma Steo).

## Onomastico
Quale ipocoristico di Stefano, l'onomastico viene festeggiato il 26 dicembre in ricordo di Santo Stefano protomartire.

## Persone
- Steno, nome d'arte di Stefano Vanzina, regista e sceneggiatore italiano
- Steno Gola, ex calciatore italiano
- Steno Marcegaglia, imprenditore italiano